# Hobbitrup
Hobbitrup (engelsk: Hobbiton) er en fiktiv hobbitby i Ringenes Herre-universet. Nogle af boligerne i byen er en slags gangsystemer kaldet hobbithuller. De andre boliger er lave huse. Gaden hvor Bilbo og senere Frodo bor hedder Sækhulstræde. Der er også en kro, der hedder Den grønne drage. Det er også dér Frodo, Sam, Merry og Pippin bor, inden de tager af sted.
Da de fire hobbitter vender tilbage fra deres eventyr opdager de, at Saruman har infiltreret Herredet og fået Sækhulstræde gravet op, bortset fra Sækkedyb, hvor Frodos irriterende slægtning, Lotho Posenborg-Sækker bor. han samarbejder nemlig med Saruman, men Saruman fortæller at Grima ormetunge har dræbt ham. Derfor dræber Grima Ormetunge Saruman og bliver selv skudt af hobbitterne.